# Тандо-Мухаммад-Хан (округ)
Тандо-Мухаммад-Хан (урду ضلع ٹنڈو محمد خان‎, англ. Tando Muhammad Khan District, синдхи ٽنڊو محمد خان ضلعو) — один из 23 округов пакистанской провинции Синд. Административный центр — город Тандо-Мухаммад-Хан.

## География
Площадь округа — 1 733 км². На севере граничит с округом Хайдарабад, на западе — с округом Татта, на востоке — с округом Бадин.

## Административно-территориальное деление
Округ делится на три техсила:
- Тандо-Мухаммад-Хан
- Булри-Шах-Карим
- Тандо-Гхулам-Хидер

## История
Округ был выделен в отдельную административно-территориальную единицу из состава округа Хайдарабад в 2005 году.